# بنجامين كاربنتر
بنجامين كاربنتر (بالإنجليزية: Benjamin Carpenter)‏ هو محامي أمريكي، ولد في 17 مايو 1725، وتوفي في 29 مارس 1804 في غويلفورد في الولايات المتحدة.